# Vampire Knight
Vampire Knight (ヴァンパイア騎士, Vanpaia Naito, lit. "Cavaleiro Vampiro") é uma série de mangá shōjo escrita e ilustrada por Hino Matsuri. A obra foi publicada na revista Lala de 24 de novembro de 2004 a 24 de maio de 2013, sendo posteriormente compilada em 19 volumes tankōbon pela editora Hakusensha. No Brasil, o mangá foi publicado pela Panini Comics a partir de maio de 2007, também concluindo-se em 19 volumes.
Além do mangá, a série foi adaptada em dois drama CDs e em duas temporadas de anime, ambas produzidas pelo Studio Deen e exibidas pela TV Tokyo. A primeira foi transmitida no Japão entre 7 de abril e 30 de junho de 2008, enquanto a segunda, intitulada Vampire Knight Guilty, foi transmitida entre 6 de outubro e 29 de dezembro do mesmo ano.

## Introdução
A série é ambientada na Academia Cross, uma escola de prestígio com uma peculiaridade: possui duas turmas distintas, a Day Class (Classe Diurna) e a Night Class (Classe Noturna). A Day Class é composta por estudantes humanos, enquanto a Night Class é formada por vampiros aristocráticos que buscam coexistir pacificamente com os humanos. Para manter a ordem e o segredo sobre a verdadeira natureza dos alunos da Night Class, foram designados dois guardiões: Yuuki Cross e Zero Kiryu.
Yuuki Cross é a filha adotiva do diretor da Academia Cross, Kaien Cross. Ela não possui memórias anteriores aos seus cinco anos de idade, lembrando-se apenas de ter sido salva de um ataque de vampiro por Kaname Kuran, um vampiro de sangue puro que lidera a Night Class. Desde então, Yuuki nutre uma profunda gratidão e admiração por Kaname. Zero Kiryu, por outro lado, vem de uma família de caçadores de vampiros que foi tragicamente atacada por um vampiro de sangue puro, resultando na morte de seus pais e na transformação de Zero em um vampiro. Ele guarda um intenso ódio por vampiros e luta contra sua própria natureza enquanto atua como guardião.
À medida que a história avança, Yuuki começa a desvendar segredos sobre seu passado e sua verdadeira identidade, enquanto lida com seus sentimentos conflitantes por Kaname e Zero. A trama explora temas como identidade, sacrifício e a complexa relação entre humanos e vampiros, culminando em revelações que desafiam as percepções dos personagens sobre si mesmos e sobre o mundo ao seu redor.

## Vampiros
Os vampiros são seres noturnos que, embora possam andar sob a luz solar, são sensíveis a ela. Diferentemente dos vampiros tradicionais, não temem alho, cruzes, rosários ou água benta e podem consumir alimentos humanos, embora apenas o sangue satisfaça plenamente sua sede. A oferta de sangue entre vampiros é uma demonstração significativa de afeto, sendo mencionado que a sede de um vampiro só é verdadeiramente saciada pelo sangue de sua pessoa amada.
A sociedade vampírica é estruturada em diferentes níveis:
- Sangue puro (Classe A): vampiros sem qualquer mistura de sangue humano, extremamente raros e poderosos. Possuem habilidades únicas e são altamente respeitados e temidos.
- Nobres (Classe B): vampiros aristocratas com habilidades especiais, embora menos poderosos que os sangue puro.
- Comuns (Classe C): a maioria dos vampiros, sem habilidades especiais significativas.
- Ex-humanos (Classe D): humanos transformados em vampiros após serem mordidos por um sangue puro. Inicialmente mantêm sua consciência, mas correm o risco de degenerar para o Nível E.
- Nível E: vampiros que perderam completamente sua humanidade e sucumbiram aos instintos, tornando-se perigosos e sendo frequentemente caçados por caçadores de vampiros.

O Conselho de Anciões, composto por vampiros nobres, governa a sociedade vampírica, muitas vezes em colaboração com os sangue puro. Este conselho é responsável por manter a ordem e implementar as leis entre os vampiros.
A transformação de humanos em vampiros é um processo complexo e arriscado. Aqueles que são mordidos por um sangue puro e sobrevivem iniciam uma transformação lenta e dolorosa. Sem a ingestão do sangue de seu mestre sangue puro, esses ex-humanos inevitavelmente perderão sua consciência, tornando-se vampiros de Nível E.

## Personagens

### Day Class

#### Yuuki Cross (黒主 優姫,Kurosu Yūki)
É a protagonista da obra e uma das guardiãs do Colégio Cross, responsável por manter a ordem entre a Day Class e a Night Class. Com 15 anos no início da história, foi treinada em combate por seu pai adotivo, Kaien Cross, e utiliza a arma Artemis, um bastão antivampiro. Sem memórias antes dos cinco anos, sua lembrança mais antiga é de quando foi salva por Kaname Kuran de um ataque vampírico. Ao longo da trama, Yuuki enfrenta dúvidas sobre seu passado e sua verdadeira identidade, sendo forçada a tomar decisões que transformam sua vida e seus relacionamentos.

#### Zero Kiryu (錐生 零,Kiryū Zero)
Um dos guardiões do Colégio Cross, encarregado de manter a ordem entre a Day Class e a Night Class ao lado de Yuuki. Com 16 anos no início da história e 18 posteriormente, ele é frio e reservado, evitando se aproximar das pessoas devido ao seu passado traumático. Nascido em uma família de caçadores de vampiros, desenvolveu um profundo ódio pelos sangue puros e carrega a arma Bloody Rose para enfrentá-los. Apesar de tentar manter distância de Yuuki, ela se torna um de seus poucos laços de confiança. Além de suas funções no colégio, trabalha como caçador e mora sozinho, sendo uma peça-chave nos eventos da trama.

#### Sayori Wakaba (藍堂 沙頼,Aidō Sayori)
Melhor amiga de Yuuki e divide o quarto com ela. É umas das poucas garotas da Day Class que não se interessa por nenhum integrante da Night Class, pois acha que eles são um pouco assustadores. Yuuki a chama carinhosamente de Yori-Chan. Ela descobriu sobre a existência de vampiros devido a um ataque de outros vampiros no colégio. Mas nem por isso acha que todos eles são maus e mantém sua amizade com a Yuuki quando esta saiu do colégio.

### Night Class

#### Kaname Kuran (玖蘭 枢,Kuran Kaname)
Líder carismático da Night Class, Kaname é um vampiro de sangue puro que salvou Yuuki de um ataque quando ela era criança. É uma das figuras mais influentes da sociedade vampírica, sendo respeitado e temido. Possui habilidades excepcionais, incluindo o controle sobre outros vampiros e a capacidade de manipular seu próprio sangue para criar armas. Como líder da Night Class na Academia Cross, ele mantém uma postura calma e autoritária, demonstrando inteligência estratégica e um forte senso de responsabilidade. Nutre sentimentos profundos por Yuuki e está disposto a protegê-la a qualquer custo.

#### Takuma Ichijou (一条 拓麻,Ichijō Takuma)
Vice-líder da Night Class, Takuma é um vampiro nobre conhecido por sua personalidade amigável e comportamento descontraído. Possui agilidade e força sobre-humanas, além de resistência a ataques físicos. Apesar de sua natureza gentil, ele possui um forte senso de dever e lealdade, especialmente em relação a Kaname, seu amigo próximo. Takuma busca equilibrar suas responsabilidades como vampiro com seus próprios desejos e convicções.

#### Hanabusa Aidou (藍堂 英,Aidō Hanabusa)
Membro da Night Class, Hanabusa, apelidado de "Idol-senpai" pelas alunas da Day Class, é um vampiro nobre com habilidades de manipulação de gelo. Conhecido por seu charme e comportamento às vezes arrogante, ele é profundamente leal a Kaname e não hesita em cumprir suas ordens. Apesar de sua atitude despreocupada, Hanabusa leva suas responsabilidades a sério e se preocupa com seus amigos.

#### Akatsuki Kain (架院 暁,Kain Akatsuki)
Primo de Hanabusa e também membro da Night Class, Akatsuki é um vampiro tranquilo e observador, frequentemente visto ao lado de Hanabusa. Detém habilidade de gerar e manipular fogo, utilizando-o tanto para ataque quanto para defesa. Embora tenha uma aparência despreocupada, ele é sensato e possui um forte senso de responsabilidade. Akatsuki é leal a Kaname e está sempre disposto a apoiar seus colegas em momentos de necessidade.

#### Ruka Souen (早園 瑠佳,Sōuen Ruka)
Vampira nobre e membro da Night Class, Ruka é uma jovem elegante e orgulhosa que nutre sentimentos profundos por Kaname. Possui a capacidade de sugerir comandos mentais a vampiros de níveis inferiores. É dedicada e leal, muitas vezes colocando os desejos de Kaname acima dos seus próprios. Embora possa parecer fria para alguns, Ruka se preocupa genuinamente com o bem-estar de seus amigos e está disposta a fazer sacrifícios por aqueles que ama.

#### Seiren (星煉,Seiren)
Misteriosa e reservada, atua como guarda-costas pessoal de Kaname. Ela é altamente habilidosa em combate e leva suas responsabilidades muito a sério. Seiren fala pouco e prefere agir silenciosamente nos bastidores para proteger Kaname e assegurar a segurança dentro do colégio.

#### Senri Shiki (支葵 千里,Shiki Senri)
Um dos membros mais jovens da Night Class, Senri é um vampiro que também trabalha como modelo devido à sua aparência atraente. Manipula o próprio sangue para criar ataques à distância em forma de fios ou lâminas. Ele tem uma personalidade calma e às vezes distante, mas é próximo de Rima Toya, com quem compartilha uma forte amizade. Senri desempenha suas funções na Night Class com competência, embora muitas vezes pareça desinteressado.

#### Rima Toya (遠矢 莉磨,Tōya Rima)
Colega de classe e amiga próxima de Senri Shiki, Rima é uma vampira que também trabalha como modelo. Conhecida por sua beleza e atitude direta, ela possui uma personalidade franca e não hesita em expressar suas opiniões. Tem o poder de gerar e controlar eletricidade, o que lhe permite atacar seus inimigos com descargas elétricas. Rima se preocupa profundamente com Senri e demonstra lealdade aos seus amigos na Night Class.

#### Maria Kurenai (紅 まり亜,Kurenai Maria)
Estudante transferida para a Night Class, Maria é uma vampira com uma aparência frágil e delicada. Apesar de sua saúde aparentemente debilitada, há mais em Maria do que aparenta, e sua presença no colégio traz à tona mistérios que afetam tanto humanos quanto vampiros. Sua chegada desencadeia eventos que desafiam a ordem estabelecida no Colégio Cross.

### Outros

#### Diretor Kaien Cross/Kurosu (黒主灰閻,Kurosu Kaien)
Diretor da Academia Cross e figura paterna para Yuuki e Zero. Ele é conhecido por sua personalidade excêntrica e otimista, mas também é um indivíduo astuto e bem-informado sobre o mundo dos vampiros. Kaien desempenha um papel importante na mediação entre humanos e vampiros, além de ser uma fonte de apoio emocional para os protagonistas.

#### Ichiru Kiryu (錐生 壱縷,Kiryū Ichiru)
Irmão gêmeo mais novo de Zero Kiryu. Diferente de Zero, que possuía habilidades excepcionais, Ichiru era fisicamente mais fraco e frequentemente ficava doente, o que o impedia de seguir o caminho dos pais como caçador de vampiros. Apesar de inicialmente ser muito próximo de Zero, ele desenvolve sentimentos complexos em relação ao irmão, misturando admiração e ressentimento. Sua personalidade é marcada por uma busca por identidade e reconhecimento, especialmente em um mundo onde ele se sente constantemente comparado a Zero.

### Sangue Puros

#### Shizuka Hiou (緋桜 閑,Hiō Shizuka)
Vampira sangue puro conhecida como a "Mad Blooming Princess" (狂い咲姫, Kuruizaki-hime), destacando-se por sua habilidade de controlar os níveis inferiores de vampiros e poder curativo através do próprio sangue. Ela desempenha um papel crucial no passado de Zero Kiryu, sendo responsável por transformá-lo em vampiro após um evento traumático envolvendo sua família. Shizuka é uma figura complexa, movida por sentimentos de vingança e dor, mas também demonstra momentos de compaixão, como ao ajudar Ichiru Kiryu. Sua presença na trama é marcante, revelando camadas de conflito e tragédia no mundo dos vampiros, enquanto sua conexão com outros personagens, como Kaname Kuran, adiciona profundidade à sua história.

#### Sara Shirabuki (白蕗 更,Shirabuki Sara)
Vampira que aparece apenas no mangá, destacando-se por sua beleza e ambição. Conforme a história avança, ela ganha maior relevância na trama, buscando aumentar seu poder e influência. Sara demonstra interesse em Kaname Kuran, tentando se aproximar dele para descobrir mais sobre seus planos, mas ele mantém distância. Possui influência poderosa sobre outros vampiros e habilidade de manipular o desejo por sangue. Sua personalidade é marcada por determinação e uma certa complexidade, envolvendo-se em situações que revelam suas intenções estratégicas. Sara também interage com outros personagens de maneira intrigante, adicionando camadas de mistério e conflito à narrativa.

#### Haruka Kuran (玖蘭 悠,Kuran Haruka)
Pai de Kaname, um vampiro sangue puro com habilidades notáveis de metamorfose e manipulação de outros. Enquanto ainda estava vivo, era o chefe do Clã dos Kuran, e ao morrer deixou o título para Kaname. Ele é retratado como uma figura gentil e protetora, profundamente dedicado à sua família, especialmente à sua esposa, Juri. Haruka viveu por milênios ao lado de Juri, compartilhando uma relação de amor e respeito mútuo. Sua personalidade equilibrada e sua disposição para sacrificar-se pelo bem dos filhos destacam seu papel como uma figura paterna central na história.

#### Juuri Kuran (玖蘭 樹里,Kuran Juri)
Mãe de Kaname, uma vampira sangue puro com habilidades excepcionais em magia. Ela é conhecida por sua personalidade afetuosa e protetora, dedicando-se ao bem-estar de seus filhos. Juri compartilha uma relação profunda e duradoura com Haruka, seu marido, com quem viveu por quase 3.000 anos. Ela também é retratada como uma figura carismática e cheia de vida, contrastando com a seriedade de Haruka em certos momentos.

#### Rido Kuran (玖蘭 李土,Kuran Ridō)
Vampiro sangue puro e membro da família Kuran, conhecido por sua regeneração acelerada e habilidade de controlar outras pessoas através de hipnose. Ele é o tio de Kaname, desempenhando um papel central nos conflitos do passado da família Kuran. Rido é uma figura ambiciosa e manipuladora, cujas ações têm um impacto significativo na trama, especialmente em relação ao destino de seus familiares. Sua complexa relação com os outros personagens revela camadas de lealdade, traição e poder dentro do mundo vampírico.

### Associação Hunter

#### Presidente da Associação Hunter
Seu nome verdadeiro é desconhecido, sendo uma figura enigmática e poderosa que representa os interesses dos caçadores de vampiros. Ele desempenha um papel importante na luta contra ameaças vampíricas, mantendo uma postura firme e estratégica. Sua relação com a Academia Cross e com personagens como Toga Yagari revela a complexidade da dinâmica entre humanos e vampiros, destacando os conflitos e alianças que permeiam a série.

#### Touga Yagari (夜刈十牙,Yagari Tōga)
Caçador de vampiros experiente e respeitado, conhecido por suas habilidades excepcionais e sua postura implacável em relação aos vampiros. Ele é o mentor de Zero Kiryu e desempenha um papel crucial em seu treinamento como exorcista. Toga é uma figura pragmática e determinada, cujas ações refletem o lado mais sombrio e conflituoso da relação entre humanos e vampiros. Sua influência sobre Zero e sua participação em eventos-chave da trama o tornam um personagem importante.

#### Kaito Takamiya (鹰宫海斗,Takamiya Kaito)
Personagem secundário que aparece no mangá, sendo um colega de classe de Yuuki e Zero na Academia Cross. Ele é um humano comum que, apesar de não estar diretamente envolvido nos conflitos entre humanos e vampiros, acaba sendo afetado pelos eventos que ocorrem ao seu redor. Kaito representa a perspectiva dos estudantes humanos na academia, destacando o contraste entre o mundo normal e o mundo sobrenatural que permeia a série.

## Spoilers
Em cada fase de Vampire Knight, há um vilão diferente, sendo todos Sangue-Puros. Na primeira fase da série (primeira temporada), a história é centralizada no Zero e em sua nova "condição", sendo Shizuka Hiou a vilã. Na segunda fase (segunda temporada), a história é centralizada na Yuuki e no seu passado, sendo Rido Kuran o principal vilão. Na terceira fase (inexistente no anime), a história é centralizada na mudança das personagens e seus relacionamentos, sendo Sara Shirabuki a nova vilã.
Família Kuran: Yuuki é na verdade uma princesa Kuran, filha de Haruka e Juuri. Portanto irmã e noiva de Kaname. Mas, para a sua própria protecção, sua existência foi ocultada.Ela vivia nos quartos subterrâneos da mansão Kuran tendo apenas a companhia dos pais e do irmão.Mas Rido descobriu sobre a sobrinha e foi atrás dela.Então Juuri sacrificou a sua própria vida para selar o lado vampiro da filha(sua memória e seus poderes) para que vivesse como humana até o dia que fosse despertada.Enquanto isso Haruka estava lutando contra Rido, mas é morto pelo irmão que usou uma espada hunter (de caçadores). Kaname, depois de ver Haruka morrer, destrói completamente o corpo de Rido (sendo que ele precisou de 10 anos para se regenerar, e,mesmo assim, não completamente) mas Kaname não pôde mata-lo, pois Rido havia se tornado o "mestre" dele.
Depois, Kaname levou Yuuki para ser cuidada por Kaien Kurosu, que era um amigo de confiança da família. Mais tarde ele entra no colégio para retribuir ao favor que devia ao diretor (por ele ter ficado com a Yuuki) e porque assim ele estaria mais perto da irmã sem levantar suspeitas. Kaname, vendo a aproximação entre Yuuki e Zero, decide usar o rapaz para protege-la, mesmo tendo muito ciúmes dele.Além desse intuito, Kaname queria usar Zero para matar Rido quando esse viesse atrás de Yuuki novamente.Por isso mantinha Zero vivo, afinal ele nasceu em uma família de Caçadores, possui habilidades extraordinárias(por causa da maldição dos gêmeos), virou vampiro e bebeu o sangue de três Sangue-Puros: O da Yuuki (que depois de seu despertar o deu poder), o de Kaname e o de Shizuka(através do sangue de Kaname e de Ichiru), ou seja Zero seria o único capaz de matar de Rido.
O Ancestral : Haruka e Juuri tiveram um filho chamado Kaname, e enquanto ele ainda era um bebê fora morto por Rido. Ele desejava devorar o sobrinho para ganhar mais poder, mas mudou de ideia e resolveu sacrificá-lo para “ressuscitar” o Ancestral da família que estava adormecido em uma câmara dentro da mansão Kuran. Ele pretendia devorar esse Ancestral para obter mais poder que obteria com seu sobrinho.O Ancestral, também chamado Kaname, que há muito tempo ansiava por sua própria morte, havia escolhido dormir até que seu corpo se desintegrasse completamente, e ao acordar ataca Rido furioso por ter sido acordado mas não o mata, pois ao fazer isso Rido se tornou “mestre” de Kaname, o impossibilitando de mata-lo.
Kaname havia passado tanto tempo dormindo que seu corpo estava completamente ressecado e atrofiado, e obviamente não se alimentou durante essa hibernação, então sua sede por sangue estava rapidamente consumindo sua mente.E ao perceber a aproximação de alguém (Haruka), regrediu seu corpo até a forma de um bebê. Haruka e Juuri logo percebem o que aconteceu e decidem cuidar do ancestral como se fosse seu filho,agindo como se nada houvesse ocorrido (Poucas pessoas sabem dessa "troca").O que Kaname mais teme é ter de ficar sozinho de novo, por isso deixou claro que prefere morrer do que perder a Yuuki(Antes de hibernar, ele havia testemunhado o auto-sacrifício de sua amada e com isso havia perdido a vontade de viver).
A Maldição dos Gêmeos: Reza a lenda que Caçadores não podem ter filhos gêmeos, pois, ou ambos seriam abortados naturalmente ou um nasceria morto. Há muito tempo atrás, os caçadores se alimentaram de uma Sangue-Puro (Mais tarde foi revelado que foi a amada de Kaname).Ao fazerem isso, obtiveram poderes que lhes permitiam ter as habilidades necessárias para caçar vampiros, que foram passadas aos seus descendentes, porém obtiveram também instintos vampíricos(alguns mais que outros).Então, dentro do útero, quando se age ainda apenas por instinto (e graças aos instintos vampíricos que herdaram), os irmãos "disputariam" entre si, até que ambos morressem, ou até a morte do mais fraco e, nesse caso, o sobrevivente teria habilidades além do normal por ter "roubado" a força do irmão.
No caso dos Kiryuu, Zero possui habilidades extraordinárias, e Ichiru nasceu fraco e propenso a doenças, o que teoricamente comprovou que o irmão mais forte rouba as forças do irmão mais fraco. Mas como Ichiru também chegou a nascer,a lenda foi comprovada apenas parcialmente.

## Músicas

### Abertura
- Futatsu No Kodou To Akai Tsumi - ON/OFF (1.ª temporada)
- Rondo - ON/OFF (2.ª temporada)

### Encerramento
- Still Doll - Kanon Wakeshima (1.ª temporada)
- Suna no Oshiro - Kanon Wakeshima (2.ª temporada)

## Anime
A adaptação em anime de Vampire Knight foi produzida pelo estúdio Studio Deen e dirigida por Kiyoko Sayama. A primeira temporada foi ao ar na TV Tokyo de 7 de abril a 30 de junho de 2008, totalizando 13 episódios. Devido ao sucesso da série, uma segunda temporada intitulada Vampire Knight Guilty foi lançada logo em seguida, sendo exibida entre 6 de outubro e 29 de dezembro de 2008, também com 13 episódios. Apesar da adaptação fiel ao mangá, a série não recebeu uma terceira temporada, deixando parte da trama sem adaptação animada.
A trilha sonora do anime contou com músicas de Takefumi Haketa e teve temas de abertura e encerramento interpretados pela banda ON/OFF e pela cantora Kanon Wakeshima.[carece de fontes?]
O anime foi licenciado internacionalmente por diversas distribuidoras, incluindo a Viz Media na América do Norte e a Madman Entertainment na Austrália e Nova Zelândia. Ambas as temporadas foram lançadas em DVD e também disponibilizadas em plataformas de streaming.
| #                                     | Título                                                                         | Estreia                        |
| 1.ª Temporada - Vampire Knight        | 1.ª Temporada - Vampire Knight                                                 | 1.ª Temporada - Vampire Knight |
| ------------------------------------- | ------------------------------------------------------------------------------ | ------------------------------ |
| 1                                     | A Noite dos Vampiros Japonês: ヴァンパイアの夜〜ナイト〜                       | 8 de abril de 2008             |
| 2                                     | Memória de Sangue Japonês: 血の記憶〜メモリー〜                                | 15 de abril de 2008            |
| 3                                     | Presas de Arrependimento Japonês: 懺悔の牙〜ファング〜                         | 22 de abril de 2008            |
| 4                                     | Sinal de Convicção/O Gatilho para a Condenação Japonês: 断罪の銃爪〜トリガー〜 | 29 de abril de 2008            |
| 5                                     | O Banquete Sob a Lua Japonês: 月下の饗宴〜サバト〜                             | 6 de maio de 2008              |
| 6                                     | Sua Escolha/A Escolha Feita Japonês: 彼等の選択〜クライム〜                    | 13 de maio de 2008             |
| 7                                     | O Labirinto Escarlate/O Labirinto Rubro Japonês: 緋色の迷宮〜ラビリンス〜      | 20 de maio de 2008             |
| 8                                     | Explosão de Tristeza/Disparo de Mágoa Japonês: 嘆きの銃声〜ブラスト〜          | 27 de maio de 2008             |
| 9                                     | Olhos Carmesim/Olhos Escarlate Japonês: 紅の視線〜アイズ〜                     | 3 de junho de 2008             |
| 10                                    | Princesa das Trevas Japonês: 闇の姫〜プリズナー〜                              | 10 de junho de 2008            |
| 11                                    | O Preço de um Desejo Japonês: 望みの代償〜ディール〜                           | 17 de junho de 2008            |
| 12                                    | O Juramento do Puro-Sangue Japonês: 純血の誓い〜プライド〜                     | 24 de junho de 2008            |
| 13                                    | Corrente Carmesim Japonês: 深紅の鎖〜リング〜                                  | 1.º de julho de 2008           |
| 2.ª Temporada - Vampire Knight Guilty |                                                                                |                                |
| 1                                     | Pecadores do Destino Japonês: 宿命の罪人達〜ギルティ〜                         | 7 de outubro de 2008           |
| 2                                     | A Eterna Promessa Japonês: 永遠の約束〜パラドックス〜                          | 14 de outubro de 2008          |
| 3                                     | O Retrato de Lápis Lazuli Japonês: 瑠璃玉の肖像〜ミラージュ〜                  | 21 de outubro de 2008          |
| 4                                     | O Despertar do Demônio Japonês: 悪魔の胎動〜リビドー〜                         | 28 de outubro de 2008          |
| 5                                     | A Armadilha do Subordinado Japonês: 従属の罠〜トラップ〜                       | 4 de novembro de 2008          |
| 6                                     | Os Falsos Amantes Japonês: 偽りの恋人〜ラヴァーズ〜                            | 11 de novembro de 2008         |
| 7                                     | O Beijo Espinhoso Japonês: 茨の口づけ〜キス〜                                  | 18 de novembro de 2008         |
| 8                                     | Espiral de Lembranças Japonês: 追憶の螺旋〜スパイラル〜                        | 25 de novembro de 2008         |
| 9                                     | O Renascimento do Imperador Japonês: 復活の狂王〜エンペラー〜                  | 2 de dezembro de 2008          |
| 10                                    | O Prelúdio da Batalha Japonês: 戦いの序曲〜プレリュード〜                      | 9 de dezembro de 2008          |
| 11                                    | O Destino dos Gêmeos Japonês: 二人の命〜ソウル〜                               | 16 de dezembro de 2008         |
| 12                                    | O Fim do Mundo Japonês: 世界の果て〜ピリオド〜                                 | 23 de dezembro de 2008         |
| 13                                    | Vampiro Nobre Japonês: ヴァンパイアの騎士〜ナイト〜                            | 30 de dezembro de 2008         |

## Mangá
Escrito e ilustrado por Matsuri Hino, Vampire Knight é um mangá shōjo. A obra foi publicada no Japão pela revista LaLa, da editora Hakusensha, de 24 de novembro de 2004 a 24 de maio de 2013. Posteriormente, seus capítulos foram compilados em 19 volumes tankōbon. No Brasil, o mangá foi publicado pela Panini Comics a partir de maio de 2007, também concluindo-se em 19 volumes.
Após a conclusão de Vampire Knight, Matsuri Hino lançou uma série de capítulos especiais que expandem a história original, explorando os eventos que ocorrem após o desfecho da trama. Esses capítulos foram posteriormente reunidos e serializados na revista LaLa DX, dando origem à série Vampire Knight: Memories, cujo primeiro volume foi publicado em junho de 2016. Até outubro de 2024, a obra já contava com dez volumes lançados, com previsão de conclusão para 5 de agosto de 2025.

### Volume 1
- 1° - A Turma da Noite da Academia Cross (The Night Class at Cross Academy)
- 2° - O Segredo de Zero (Zero's Secret)
- 3° - Vampiros dos Vampiros (Vampire Within the Vampires)
- 4° - A Promessa (The Promise)
- 5° - A Garota Preciosa (My Dear Girl)

### Volume 2
- 6° - Fora da Academia Cross (Out of Cross Academy)
- 7° - Festa Noturna (Night Party)
- 8° - Imperdoável (Unforgivable)
- 9° - A Escolha que Fizeram (The Choice They Made)
- Extra - As Vezes, Há Dias Tranquilos (Sometimes there are lazy days too)
- Extra - Parece que Nasci Sob a Estrela "Entrar de Gaiato" (I must have been born under "Victim of Circumstances" star)

### Volume 3
- 10° - O Senhor do Dormitório da Lua (The Lord of the moon dormitory)
- 11° - Memórias da Neve, Sangue e Ternura (Memories of Blood, Snow and Tenderness)
- 12° - Fomos Impotentes Então (We Were Powerless Back Then)
- 13° - Aquele que Puxa o Gatilho (The One Who Pulls the Trigger)
- 14° - A Nova Aluna (The Late Arrival: A New Student)
- Extra - O Calor que Escapou das Mãos (The Warmth that slipped from her palm and...)

### Volume 4
- 15° - A tempestade Sobre o Tabuleiro de Xadrez (Storm on the chessboard)
- 16° - Intenções Ocultas (Hidden Intentions)
- 17° - O Preço (Quid Pro Quo)
- 18° - Desejo (Hope)
- 19° - A Engrenagem Enlouquece (A Spoke In the Wheel)
- Extra - Tenho Medo de Perguntar Porque Sou o Único (It's too frightening to ask why only me)

### Volume 5
- 20° - Fim de Jogo (Game Over)
- 21° - Culpado (Guilty)
- 22° - O Reversivel e o Irreversivel (Things that changed, things that did not change)
- 23° - Ovelha Desgarrada (Lost Lambs)
- 24° - "Pequeno Incidente" ("Small Incident")

### Volume 6
- 25° - Baile dos Vampiros (Vampire Soirée)
- 26° - Kaname-Senpai (Kaname...)
- 27° - Sala dos Arquivos (The Archives)
- 28° - A Família Kuran (The Kuran Family)
- 29° - Movimento Fetal (Quickening)
- Extra - Kaname-Sama e Eu, Antes do Período Noturno (Kaname-sama and I, Prior to the Night Class)

### Volume 7
- 30° - Por Quem o Sangue Escorre? (To bleed for someone)
- 31° - Destino da Resposta (The Chose Reply)
- 32° - Uma Falsa Impressão (The Make-Believe Sandbox)
- 33° - A Amante do Puro-sangue (The Lover of a Pureblood)
- 34° - Mundo Sangrento (Bloody World)
- Extra - Família Cross em Férias (Cross Family Vacation)

### Volume 8
- 35° - Yuuki
- 36° - Um Desejo Impossível(An impossible wish)
- 37° - Assim Como um Pecado (Just Like a Sin)
- 38° - Conspiração (Wrapped in Conspirancy)
- Extra - A Queda Silenciosa da Cerejeira Escarlate (damage)
- Extra - Um Segredo que Ainda Não Sei (A Secret I don't know)

### Volume 9
- 39° - O Colégio se Agita (The Shaken Academy)
- 40° - A Culpa Carregada no Coração (The Arms that wold the original sin)
- 41° - Artemis
- 42° - Bloody Rose
- 43° - Cavaleiro Vampiro (Vampire Knight)

### Volume 10
- 44° - Conexão (Attachment)
- 45° - Em seus Respectivos Lugares (In each of their respective places)
- 46° - Inimigos (Enemies)
- 47° - Rumo a seus Próprios Caminhos (Towards each of their respective paths)
- 48° - O Desejo do Homem com um Amor não Correspondido (The Wish of the Man with the Unrequited Love)
- Extra - Contos de Casamento de uma Certa Senhora (A Certain Lady's Loving Tales of Her Marriage)
- Extra - Diário da Infância dos Filhos do Cross-san (Cross-san's Child Rearing Diaries)

### Volume 11
- 49° - Essa Noite, te Segurarei com Minhas Mãos Manchadas... (Tonight, I Held You With My Tainted Hands...)
- 50° - Nas Profundezas Daquela Floresta Negra, Agora Você... (In the Depths of that Dark Forest, Now You....)
- 51° - Dilema (Dilemma)
- 52° - Bestas Loucamente Apaixonadas (Beasts Madly In Love)
- 53° - Encontros Inesperados (Accidental Encounters)

### Volume 12
- 54° - Os Inimigos dos Sangue-Puros (The Enemies of The Purebloods)
- 55.º - O Início do Início (The Beginning of the Beginning)
- 56.º - Rainha (Queen)
- 57° - Duas Armas (Two Weapons)
- 58° - Sacrifício (Sacrifice)
- Extra - Tranquilas Divagações Sobre uma Certa Pessoa Amante de Fotos (Silly Ramblings by a Certain Photo-Loving Person)

### Volume 13
- 59° - Lápides (Tombstones)
- 60° - Um Perfume Nostálgico (A Nostalgic Scent)
- 61° - Por trás das Portas (Behind the Doors)
- 62° - Além das Lembranças (Beyond the Memories)
- 63.º - Caçadores e Ancestrais (Hunters and Ancestors)

### Volume 14
- 64.º - Uma Proposta no Final dos Tempos (A Proposition at the End of Thousand Times)
- 65.º - A Princesa Perversa (The Vicious Princess)
- 66.º - Mais uma Vez, Desde o Início (Once More From the Beginning)
- 67.º - Uma Espada que Corta Tudo (A sword that cuts everything)
- 68.º - Porquê (Why)
- Extra - Os Caçadores e Uma Certa Pessoa Infame (The Hunters and a Certain Disreputable Person)

### Volume 15
- 69.º - Eu sou Yuuki Kuran (I am Yuuki Kuran)
- 70.º - Colaboradores (Collaborators)
- 71.º - A Nova Turma da Noite (The New Night Class)
- 72.º - O Sabor das Pirulas de Sangue (The Taste of Blood Capsules)
- 73.º - Relacionamentos com Zero (Relationship With Zero)

### Volume  16
- 74.º - O Motivo dos Vampiros de Sangue-Puro (The Pure Blood Vampire's Motive)
- 75.º - Marionete (Puppet)
- 76.º - Pílulas Negras (Dodgy Tablets)
- 77.º - Yuuki e Sara
- 78.º - Contaminação (Contamination)
- 79.º - Fenda (Fissure)

### Volume  17
- 80.º - Confissão de amor (Bloody Legend)
- 81.º - Aqueles que carregam as armas dela (Those Who Posses Her Weapon)
- 82.º - Invasão da Associação (Invasion Into the Association)
- 83.º - Laços(Bonds)
- 84.º - O Rei Arrogante e a Rainha Convencida (The Arrogant King and the Conceited Queen)
- 85.º - Eu Vou-te Suceder (I Will Succeed You)
- 86.º - Os Perseguidores (The Pursuer)

### Volume  18
- 87.º - Baile de Máscaras (Masquerade Night)
- 88.º - Determinação aos 17 anos (Determination at Age 17)
- 89.º - Uma Noite para Terminar Mil Noites (A Night to End a Thousand Nights)
- 90.º - Caio contigo (Falling with You)
- 91.º - Os Pássaros Que Esqueceram a Canção da Felicidade (The Birds Who Have Forgotten the Song of Happiness)
- 92.º - Chama inconsequente
- 93.º - A última noite do cavaleiro vampiro(Fim) (The Last Night Vampire Knight End)